# Балабанско клане
Балабанското клане (на гръцки: Σφαγή Τραχωνίου) е избиването на 28 жители на драмското село Балабан (Трахони), Източна Македония, Гърция, от български военни на 11 август 1944 година, по време на германската окупация на Гърция.
Жителите на Балабан, които са малоазийски гърци бежанци, настанени в селото през 20-те години, взимат активно участие в съпротивата срещу българската окупация и дават подслон на националистическите чети на Андон Чауш. В началото на август 1944 година край селото се сблъскват български части с гръцки националистически четници, тъй като наблизо е четническият щаб. На 11 август българските части пленяват около 30 жители на Балабан, предимно четници, временно завърнали се за селскостопански работи, извеждат ги край селото и ги екзекутират. По-късно на мястото на екзекуцията е поставен паметник с имената на загиналите. Паметник има и в гробището на Бук.